# Kaitlyn Maher
Kaitlyn Ashley Maher (født 10. januar 2004) er en amerikansk skuespiller.